# Ng Kwan-yau
Ng Kwan-yau (chinesisch 吳筠柔 / 吴筠柔, Pinyin Wú Jūnróu, Jyutping Ng4 Gwan1jau4, IPA (kantonesisch) [ŋ̭̍ kʷɐ́n jɐ̏u]; * 19. Februar 1997 in Hongkong), auch Kwan-yau Ng, ist eine ehemalige Tennisspielerin aus Hongkong.

## Karriere
Ng spielte vorrangig auf der ITF Women’s World Tennis Tour, wo sie einen Doppeltitel gewann.
Für ihr Heimturnier, den Prudential Hong Kong Tennis Open erhielt sie von 2014 bis 2019 regelmäßig Wildcards für die Qualifikation zum Hauptfeld des Dameneinzel und Damendoppel.
Sie trat 2018 bei den Asienspielen im Damendoppel an, scheiterte aber mit ihrer Partnerin Wu Ho-ching bereits in der ersten Runde am kasachischen Doppel Darja Detkowskaja und Schibek Qulambajewa.
Seit 2014 spielte sie in der Fed-Cup-Mannschaft von Hongkong, wo sie bei 11 Einsätzen sechs Matches für sich entscheiden konnte, davon alle im Doppel.
Ihr bislang letztes internationales Turnier spielte Ng im April 2022. Sie wird daher nicht mehr in der Weltrangliste geführt.

## Turniersiege

### Doppel
| Nr. | Datum         | Turnier  | Kategorie   | Belag     | Partnerin   | Finalgegnerinnen       | Ergebnis |
| --- | ------------- | -------- | ----------- | --------- | ----------- | ---------------------- | -------- |
| 1.  | 14. Juli 2018 | Hongkong | ITF $15.000 | Hartplatz | Wu Ho-ching | Zeel Desai Akari Inoue | 6:4, 6:4 |